# All Right Now
"All Right Now" je najveći hit rock grupe Free. Pjesma je izdana je u ljeto 1970. (s albuma Fire And Water). Popela se na prvo mjesto rock top liste u Velikoj Britaniji i na četvrto mjesto Billboard-ove top liste u Sjedinjenim Američkim Državama. 
Godine 1990. ASCAP (Američko udruženje kompozitora, autora i izdavača) izbrojalo je da se pjesma izvela 1,000,000 na američkim radio stanicama do 1989. godine. Stoga je 2000. godine ovo udruženje dodijelilo nagradu pjevaču grupe Paulu Rodgersu, nakon što je broj izvođenja samo na američkim radio stanicama premašio 2,000,000.
Postoje dvije verzije ove pjesme, duža (koja se nalazi na albumu) u trajanju 5:29, i kraća u trajanju 4:13.

## Vanjske poveznice
- Povijest hita "All Right Now" (uključuje i stihove)  Arhivirana inačica izvorne stranice od 26. veljače 2007. (Wayback Machine)